# Wilhelm Chodowiecki
Ludwig Wilhelm Chodowiecki, auch Louis Guillaume Chodowiecki (* 14. Mai 1765 in Berlin; † 26. Oktober 1805 ebenda) war ein deutscher Maler, Kupferstecher und Illustrator.

## Biografie
Ludwig Wilhelm Chodowiecki war der Sohn von Daniel Chodowiecki. Er lernte bei seinem Vater und studierte anschließend an der Akademie der Künste in  Berlin. Nach dem Studium arbeitete er in Berlin als Kupferstecher und Miniaturmaler. Er radierte nach Zeichnungen seines Vaters und auch nach eigenen Entwürfen. Von 1786 bis 1798 stellte er in der Akademie aus.